# Gneo Osidio Geta
Gneo Osidio Geta (in latino Gnaeus Hosidius Geta; fl. I secolo) è stato un senatore e militare romano, vissuto nel I secolo d.C e operativo soprattutto durante il regno di Claudio.

## Biografia
Eletto pretore, fu posto al comando della Legio VIIII Hispana nel 42, probabilmente, come ricompensa per essersi distinto nella rivolta in Mauretania, sotto il comando di Gaio Svetonio Paolino, riuscendo a sconfiggere Sabalo, in due occasioni. Cassio Dione riporta che Geta, con coraggio e temerarietà, inseguì il comandante ribelle nel deserto, dopo un approvvigionamento maggiore del quantitativo d'acqua. La quantità non bastò e non sapendo che fare, Geta si appellò alle preghiere di una guida locale, come riporta lo scrittore greco: queste lo aiutarono e i ribelli interpretarono come un segno divino l'arrivo dell'acqua da parte romana, deponendo le armi e scendendo a patti con l'imperatore Claudio.

Nel 43, invece, lo troviamo in Britannia, al seguito di Aulo Plauzio, comandante della spedizione,, a comandare nuovamente la Legio VIIII Hispana e a distinguersi soprattutto nella battaglia del Medway, dove rischiò di essere catturato. Riuscito a sfuggire alla cattura, Geta ebbe un ruolo decisivo nella battaglia, guidando la propria legione oltre il fiume e portando la vittoria a favore di Roma. Il comportamento in battaglia, gli valse il riconoscimento di un premio, gli triumphalia ornamenta. Un'iscrizione trovata a Roma, rivela che Geta fu eletto console suffectus nel 49.